# Colțea
Colțea – wieś w Rumunii, w okręgu Braiła, w gminie Roșiori. W 2011 roku liczyła 554 mieszkańców.